# Stactobia miresa
Stactobia miresa är en nattsländeart som beskrevs av Wolfram Mey 1998. Stactobia miresa ingår i släktet Stactobia och familjen smånattsländor. Inga underarter finns listade i Catalogue of Life.